# 아이보이
《아이보이》(영어: iBoy)는 영국에서 제작된 애덤 랜들 감독의 2017년 SF 슈퍼히어로 영화이다. 빌 밀너, 메이지 윌리엄스, 미란다 리처드슨, 로리 키니어 등이 출연하였다.

## 줄거리
갱단이 들끓는 동네에 사는 런던의 16살 톰은 친구 대니에게서 휴대 전화를 선물 받은 뒤 짝사랑하는 이웃 루시가 다수의 인물에게 성폭행을 당한 현장에 발을 들인다. 톰은 휴대 전화로 신고를 하려던 도중 머리에 총을 맞는다. 그 결과 뇌에 휴대 전화 파편이 박히면서 타인의 전화 송수신 내역을 비롯한 각종 디지털 신호가 톰의 눈앞에 자동 시각화되기 시작한다. 곧 톰은 전자 기기 자체를 자유롭게 해킹하게 되고, 과부하를 일으키는 방법까지 터득한다. 톰은 이 새로운 능력을 이용해 루시의 복수에 착수하고, "아이보이"를 가명으로 삼는다. 

## 출연
- 빌 밀너 - 톰 하비 역
- 메이지 윌리엄스 - 루시 워커 역
- 미란다 리처드슨 - 웬디 "낸(할머니)" 하비 역
- 로리 키니어 - 엘먼 역
- 찰리 파머 로스웰 - 유진 역
- 조던 볼저 - 대니 역